# Marta Husemann
Marta Husemann, née Wolter le 20 août 1913 et décédée le 30 juin 1960 est une actrice et résistante allemande contre le nazisme, notamment au sein de l'Orchestre rouge.

## Biographie
Marta Wolter est née le 20 août 1913. Elle est la fille d'un tailleur et apprend le métier de couturière.
En 1928 elle rejoint la Ligue des jeunes communistes d'Allemagne puis en 1931 le Parti communiste d'Allemagne. Elle s'engage dans le Secours rouge (Rote Hilfe)
Elle joue dans le film Ventres glacés (1932) de Slatan Dudow, le rôle de Gerda. En 1935, elle écrit un scénario basé sur ses expériences d'actrice, pour le court métrage Fünf Personen suchen Anschluß réalisé par Jürgen von Alten.
Au théâtre, elle joue dans La Mère de Maxime Gorki et rencontre Günther Weissenborn qui est alors proche de Bertold Brecht. En plus de son métier d'actrice, elle travaille alors aussi comme journaliste pour des journaux de travailleurs.
A l'arrivée au pouvoir des nazis, elle commence à participer à des distributions de tracts et cache Walter Husemann (de) recherché par la Gestapo, dans son logement. Cela lui vaut d'être arrêtée et interrogée une première fois par la Gestapo en 1936. En 1937 elle est arrêtée à nouveau et détenue "à titre préventif "  au camp de concentration de Moringen. Ils sont tous les deux libérés et se marient en décembre 1938.
En 1940, avec son mari, Walter Husemann, elle rejoint le groupe de résistance Orchestre rouge formé autour de Harro Schulze-Boysen et Günther Weissenborn. Elle est arrêtée le 19 septembre 1942 et comparaît devant le Reichskriegsgericht en janvier 1943, en même temps que Walter Husemann et Oda Schottmüller . Elle est condamnée à 4 ans de prison pour préparation de haute trahison. Walter Huseman et Oda Schottmüller sont condamnées à mort et exécutés,.
Marta Husemann est libérée de la prison pour femmes de Leipzig-Kleinmeusdorf par l'armée rouge en 1945.
Après la guerre elle s'installe à Berlin-Est et travaille dans l'administration du Parti communiste. Elle se remarie avec l'homme politique Hans Jendretzky et prend le nom de Martha Jendretzky.
Elle meurt le 30 juin 1960. Son urne a été enterrée au Mémorial socialiste du cimetière de Berlin-Friedrichsfelde.
La correspondance de Elfriede Paul, comprenant des lettres échangées avec Marta Husemann est conservée aux archives fédérales à Berlin.